# Lubbert von Hatzfeld
Lubbert von Hatzfeld (* 1547; † 26. September 1619 in Xanten) war Domherr in Münster und Dechant in Xanten.

## Leben
Lubbert von Hatzfeld war der Sohn des Werner von Hatzfeld zu Wildenburg und Weißweiler (1515–1572) und dessen Gemahlin Margarethe Torck zu Niederhemert (1518–1577). Er hatte zehn Geschwister. Am 23. Februar 1593 kam Lubbert in den Besitz der Dompräbende, auf die der Domherr Bernhard von Oer zuvor verzichtet hatte. Mit der Aufschwörung auf die Geschlechter Hatzfeld, Harff, Torck und Hennert am 25. Februar wurde er emanzipiert. Als Dechant zu Xanten optierte er am 19. Mai 1615 nach dem Rücktritt des Domherrn Heidenreich von Letmathe die Obedienz Ostenfelde. Lubbert machte am 24. September 1619, zwei Tage vor seinem Tod, sein Testament, in dem er seinen Neffen Werner Anton von Hatzfeld (Kanoniker in Xanten) als Erben einsetzte. Lubberts Bruder Wilhelm bat am 29. Juli 1630, den Restnachlass an ihn auszuzahlen.